# Crataegus websteri
Crataegus websteri är en rosväxtart som beskrevs av Charles Sprague Sargent. Crataegus websteri ingår i Hagtornssläktet som ingår i familjen rosväxter. Inga underarter finns listade i Catalogue of Life.